# Hendrick de Clerck

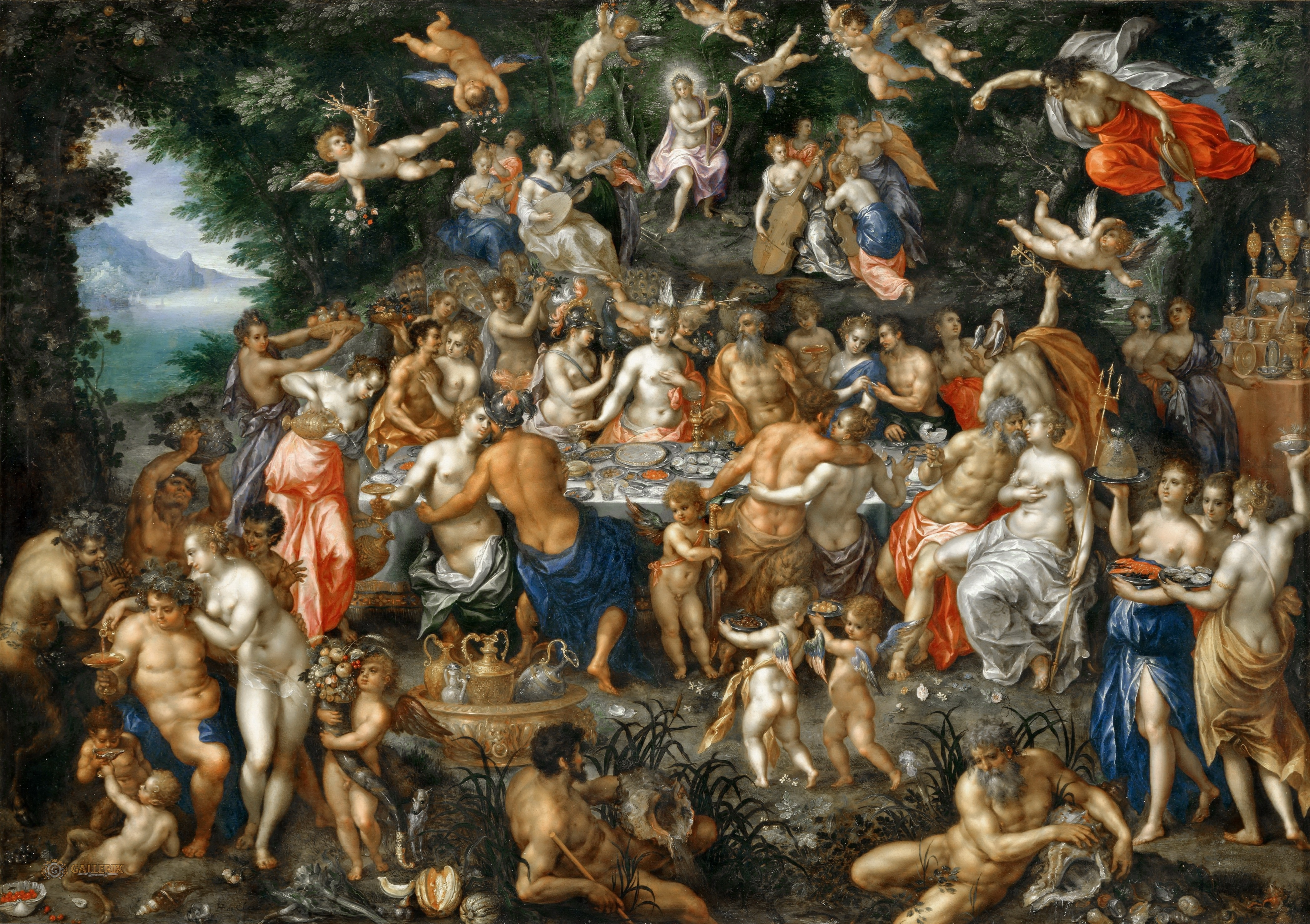
Nozze di Teti e Peleo (1606-1609), Louvre

Hendrick de Clerck, o de Klerk o de Clercq (Bruxelles, 1570 circa – Bruxelles, 27 agosto 1630), è stato un pittore fiammingo.

## Biografia
Fu allievo di Maerten de Vos e, dal 1606, pittore di corte a Bruxelles, sua città di origine, per l'arciduca Alberto d'Austria e Isabella d'Asburgo, governatori spagnoli del Paesi Bassi. Viaggiò anche in Italia, a Roma e Napoli, tra il 1586 ed il 1590.
Frequentemente collaborò con altri artisti, dipingendo anche a quattro mani, soprattutto con Jan Brueghel il Vecchio, Denis van Alsloot e Abraham Govaerts, per i quali dipingeva soprattutto le figure di corredo, utili per rapportare la scala dei grandi paesaggi.
Fu inoltre popolare per la pittura di piccole figure, pannelli decorativi per mobili o per studioli. Oltre a questa produzione alternò la realizzazione di grandi pale d'altare per diverse chiese di Bruxelles, in cui mostrò la derivazione dal suo maestro Maerten de Vos.